# Броди (Молодечненський район)
Броди (біл. вёска Броды) — село в складі Молодечненського району Мінської області, Білорусь. Село підпорядковане Холхлівській сільській раді, розташоване в західній частині області.

## Історія
У 1921–1945 роках застінок знаходилось у Польщі, у Вільнюській воєводстві, Вілейського повіту, c 1927 Молодечненського повіту гміні Гарадок.

## Населення
- 1921 рік - 41 люди, 6 будинки[1].
- 1931 рік - 39 люди, 6 будинки[2].